# Xscape (gruppo musicale)
Le Xscape sono un girl group statunitense, formatosi a Atlanta nel 1992.

## Storia
Nel corso degli anni 90 le Xscape hanno pubblicato tre album in studio: Hummin' Comin' at 'Cha, Off the Hook e Traces of My Lipstick, che hanno raggiunto rispettivamente la 17ª, 23ª e 26ª posizione della Billboard 200 e che sono stati tutti certificati disco di platino negli Stati Uniti. Nella Billboard Hot 100, invece, hanno accumulato sei brani nella top ten, raggiungendo come massima posizione la 2ª con il singolo di debutto Just Kickin' It, mentre nella Official Singles Chart britannica hanno collezionato sette ingressi. A inizio anni 2000 sono entrate in pausa e, dopo un tentativo fallito di registrare un quarto disco nel 2005, si sono riunite ufficialmente nel 2017, quando si sono esibite dal vivo per la prima volta in diciotto anni ai BET Awards.

## Discografia

### Album in studio
- 1993 – Hummin' Comin' at 'Cha
- 1995 – Off the Hook
- 1998 – Traces of My Lipstick

### Raccolte
- 2002 – Understanding
- 2009 – Super Hits

### EP
- 2018 – Here for It

### Singoli

#### Come artiste principali
- 1993 – Just Kickin' It
- 1993 – Understanding
- 1994 – Is My Living in Vain (feat. 2 Men e A Drum Machine)
- 1994 – Love on My Mind
- 1994 – Tonight
- 1995 – Feels So Good
- 1995 – Who Can I Run To
- 1996 – Can't Hang (feat. MC Lyte)/Do You Want To
- 1998 – The Arms of the One Who Loves You
- 1998 – My Little Secret
- 1998 – Softest Place on Earth
- 2005 – What's Up
- 2017 – Wifed Up
- 2017 – Dream Killa

#### Come artiste ospiti
- 1996 – Keep On, Keepin' On (MC Lyte feat. Xscape)
- 2000 – Bounce with Me (Lil' Bow Wow feat. Xscape)